# Iruitos
Los iruito o irohito son un grupo étnico de la meseta del Collao que habita en las rivera superior del río Desaguadero en Bolivia. Los iruito son parte de las etnias urus, antiguamente hablaron el idioma uruquina que formaba parte de la familia lingüística uru, pero actualmente los iruito han cambiado su idioma originario por el aimara y el castellano.
La población que se autorreconoció uro ito en el censo de 2012 fue de solo 2 personas del departamento de La Paz.

## Ubicación
La comunidad urus iruito se ubican a orillas del río Desaguadero cercano al pueblo de Jesús de Machaca, correspondiente al departamento de La Paz en Bolivia.

## Idioma
Durante los siglos XVI y XVII fueron absorbidos culturalmente por los aimaras, asumiendo la lengua aimara en la actualidad.

## Rasgos culturales
Los urus iruito o irohito subsisten de la caza y la pesca, manteniendo una cultura ligada al aprovechamiento de la paja y la totora.
La paja (ichu) mezclada con barro, son el material de construcción de sus viviendas. Las viviendas urus son de base circular en forma de cono. La totora les provee material para la construcción de balsas y trampas de pesca.
Mantienen su religión ancestral venerando a las huacas, considerándolas morada de los achachilas y los mallkus.